# 张宇燕
张宇燕（1960年9月14日—），男，山东菏泽人，中华人民共和国国际政治经济学家，中国社会科学院世界经济与政治研究所研究员、学部委员，中国世界经济学会会长，第十三届全国政协委员。

## 家庭
妻子李瑞英为中国中央电视台前播音员、新闻中心播音部副主任。